# Halkosaari (ö i Södra Savolax, S:t Michel, lat 61,47, long 27,33)
Halkosaari är en ö i Finland. Den ligger i sjön Saimen och i kommunen Sankt Michel i den ekonomiska regionen  S:t Michel och landskapet Södra Savolax, i den södra delen av landet, 190 km nordost om huvudstaden Helsingfors. Öns area är 1,1 hektar och dess största längd är 240 meter i nord-sydlig riktning.